# Đồng Thế Bình
Đồng Thế Bình (tiếng Trung: 童世平; bính âm: Tóng Shìpíng; sinh tháng 7 năm 1947) là Đô đốc Hải quân Quân Giải phóng Nhân dân Trung Quốc (PLAN). Ông từng giữ chức vụ Chủ nhiệm Cục Chính trị Hải quân Quân Giải phóng Nhân dân Trung Quốc, Chính ủy Đại học Quốc phòng Trung Quốc và Bí thư Ủy ban Kiểm tra Kỷ luật Quân ủy Trung ương Trung Quốc.

## Tiểu sử
Đồng Thế Bình sinh tháng 7 năm 1947 ở Thượng Hải, quê gốc ở Trạm Giang, tỉnh Quảng Đông. Năm 1966, Đồng Thế Bình tốt nghiệp Trung học Khống Giang, thành phố Thượng Hải. Cùng năm, ông gia nhập Đảng Cộng sản Trung Quốc. Ông tốt nghiệp lớp tương quan khoa nghiên cứu tại Đại học Quốc phòng Trung Quốc.
Năm 1968, Đồng Thế Bình gia nhập Hải quân Quân Giải phóng Nhân dân Trung Quốc và từng đảm nhiệm chức vụ Trưởng ban Tuyên truyền, Cục Chính trị Hạm đội Đông Hải. Năm 1986, ông được bổ nhiệm làm Phó Trưởng Ban Tuyên truyền, Cục Chính trị Hải quân Quân Giải phóng Nhân dân Trung Quốc. Năm 1994, ông được bổ nhiệm giữ chức Trưởng Ban Tuyên truyền, Cục Chính trị Hải quân Quân Giải phóng Nhân dân Trung Quốc, Chủ nhiệm Chính trị Căn cứ Bảo đảm Lữ Thuận Hải quân và Phó Chính ủy Căn cứ Bảo đảm Lữ Thuận Hải quân.
Tháng 7 năm 1998, Đồng Thế Bình được phong quân hàm Chuẩn đô đốc. Tháng 12 năm 2000, ông được bổ nhiệm giữ chức Chính ủy Căn cứ Hải quân Phúc Kiến. Tháng 6 năm 2003, Đồng Thế Bình được bổ nhiệm làm Ủy viên Ban Thường vụ Đảng ủy Quân khu Quảng Châu, Phó Chính ủy Quân khu Quảng Châu kiêm Bí thư Đảng ủy Hạm đội, Chính ủy Hạm đội Nam Hải. Tháng 7 năm 2004, ông được thăng quân hàm Phó Đô đốc.
Tháng 12 năm 2004, Đồng Thế Bình được bổ nhiệm giữ chức Ủy viên Ban Thường vụ Đảng ủy Hải quân Quân Giải phóng Nhân dân Trung Quốc, Chủ nhiệm Cục Chính trị Hải quân Quân Giải phóng Nhân dân Trung Quốc. Tháng 12 năm 2005, ông được điều chuyển làm Ủy viên Đảng ủy Tổng cục Chính trị, Trợ lý Chủ nhiệm Tổng cục Chính trị Quân Giải phóng Nhân dân Trung Quốc. Tháng 9 năm 2007, Đồng Thế Bình được bổ nhiệm làm Bí thư Đảng ủy, Chính ủy Đại học Quốc phòng Trung Quốc. Tháng 10 năm 2007, tại Đại hội Đảng Cộng sản Trung Quốc lần thứ 17, ông được bầu làm Ủy viên Ban Chấp hành Trung ương Đảng Cộng sản Trung Quốc khóa XVII.
Tháng 12 năm 2009, ông được bổ nhiệm làm Phó Chủ nhiệm Tổng cục Chính trị Quân Giải phóng Nhân dân Trung Quốc kiêm Bí thư Ủy ban Kiểm tra Kỷ luật Quân ủy Trung ương Trung Quốc. Ngày 19 tháng 7 năm 2010, ông được phong quân hàm Đô đốc. Tháng 10 năm 2012, Đồng Thế Bình nghỉ hưu, thay thế ông là Đỗ Kim Tài.